# 宇都宮国綱
宇都宮 国綱（うつのみや くにつな）は、下野国の戦国大名。大名としての宇都宮家最後の当主である。

## 生涯
天正4年8月7日（1576年8月30日）、父・広綱の死とともに宇都宮氏22代目を継承する。しかし、年少であったことと父の死に付け込まれて、壬生氏や皆川氏などの国内の反対勢力が活発化したこともあり、後北条氏の侵攻がさらに激化することとなった。これに対し国綱は常陸国の佐竹氏や下総国の結城氏、甲斐国の武田勝頼、さらには織田信長や豊臣秀吉と手を結んで対抗する。
天正12年には沼尻の合戦に参戦し引き分けるも戦後処理において佐竹氏が離反していた梶原政景への対応を優先した結果、壬生氏や皆川氏が正式に離反、由良氏や横瀬氏が北条に下り佐野宗綱の戦死後佐野家は北条派になるなど情勢は悪化した。
翌天正13年には塩谷氏を援護した薄葉ヶ原の戦いにおいて那須氏に敗北し宇都宮城を支えるのが困難な状況となった。
結果、小田原征伐直前には、鹿沼城、真岡城、壬生城などの壬生氏・皆川氏関係である周辺諸城が全て北条に寝返っており、その結果国綱は拠点を平城の宇都宮城から山城の多気城に移さざるを得ない状況にまで追い詰められ、施策としては秀吉の出陣を願い防戦するのみとなっていた。
天正18年（1590年）の秀吉の小田原征伐に参陣、石田三成の指揮した忍城攻撃などに参加し、下野国18万石の所領を安堵された。
その後は秀吉に従い、九戸政実の乱や文禄の役にも参陣している。また、秀吉の力を背景に家中の統制を強め、文禄3年（1594年）には豊臣姓を下賜された。
しかし慶長2年10月13日（1597年11月22日）、突如として秀吉の命により改易された。これには諸説あるが、『宇都宮興廃記』によれば、国綱には継嗣が無かったため、五奉行である浅野長政の三男・長重を養子として迎えようとしたが、国綱の弟である芳賀高武がこれに猛反対し、縁組を進めていた国綱側近の今泉高光を殺害してしまった。長政がそれを恨みに思ったため、その讒言により改易されたとしている。傍証として、慶長2年10月7日の佐竹義宣から父・義重に宛てた書状がある。そこには、宇都宮氏を与力大名とし、姻戚関係もある佐竹氏にも改易命令が出されたが石田三成の取りなしによって免れたことや、「上洛して一刻も早く秀吉に挨拶すべきだが、浅野弾正の検使が宇都宮領の調査に向かっているので、それに覚られないように密かに上洛するように」という三成から指示を受けたことが書かれている。このことからも、宇都宮氏の改易に浅野長政の関与があったことが窺える。他に、太閤検地に際して結果が秀吉が安堵した18万石ではなくその倍以上であった、という石高詐称によるものという説もある。更に国綱と今泉ら側近が進めてきた家中の統制強化に長年にわたって宇都宮氏の実権を握ってきた門閥重臣を代表する芳賀氏が反発し、門閥対側近による合戦に至ったことが原因とする説もある。
その後、国綱は宇都宮を追放されて備前国の宇喜多秀家の下に預けられた。秀吉から「朝鮮での戦功次第では再興を許す」との言を受け、宇都宮氏を再興すべく慶長の役にも参陣し、順天城の戦いで武功を立てた（『宇都宮高麗帰陣物語』）。しかし、秀吉の死により再興はかなわなかった。
帰国後の動向として伊勢神宮にお家再興の願文をあげる一方、その直後に徳川家康の誘いを受けて大坂城西の丸にいた家康に仕官したことが明らかになっている。しかし、関ヶ原の戦いで石田三成に仕えていた弟の芳賀高武と関東で反徳川活動を続けていた同じく弟の結城朝勝が西軍方についてしまったために、恐らく東軍方についたであろう国綱は家名再興を果たすことができなかった。
その後、諸国を流浪し、慶長12年（1607年）に江戸浅草の石浜で失意のうちに病死したと言われている。享年40。
息子の義綱は成人後、水戸藩士となった。国綱の妻・小少将は徳川和子の乳母となり、和子入内に従って上京した。

## 家臣
「宇都宮弥三郎羽柴国綱公　家臣連名簿・慶長2年」より2千石以上の家臣一覧。
- 2千石以上10万石以下
  - 中村日向守 （後「仙台伊達」ト号ス、陸奥守ノ先祖也 戸祭村）[注釈 11]
  - 汀壱岐守
  - 神山紀伊守
  - 河神丹波守 （武田信玄公ヨリ人質ニ来ル、河ハ川也）
  - 下ヶ橋豊前守
  - 生田目四郎右ヱ門
  - 桑島丹後守
  - 笠間長門守
  - 籠谷伊勢守

## 関連作品

### 小説
- 今村翔吾『春に向けて耐えよ』（『戦国武将伝 東日本編』収録、PHP研究所、2023年）